# Driesprong (Gelderland)
De Driesprong is een buurtschap en landbouwenclave in de Nederlandse gemeente Ede.
De buurtschap ligt aan de N304 van Ede naar Otterlo op de kruising met de Hessenweg die hier vanaf de Ginkelse heide komt en vanaf hier richting de Goudsberg loopt. Ook splitst bij de Driesprong de doorgaande weg richting Wekerom zich af.
De Jan Hilgersweg die bij de Driesprong loopt herinnert nog aan het Vliegkamp Ede dat zich aan het begin van de 20ste eeuw niet ver van deze locatie bevond.
Nabij de Driesprong ligt een Mobilisatiecomplex van Defensie.
Hoofdplaats: Ede       Dorpen: Bennekom · Ederveen · Harskamp · Hoenderloo (deels) · De Klomp · Lunteren · Otterlo · Wekerom

Buurtschappen: Deelen · Doesburgerbuurt · Driesprong · Eschoten · De Ginkel · Hoekelum · Hoog Baarlo · De Kade · De Kraats · Manen · Meulunteren · Mossel · Nederwoud · Nergena · Nieuw-Reemst · (Oostdorp) · Oud-Reemst · Overwoud · Roekel · De Valk · Walderveen · Westeneng

Gelderland: Steden en dorpen in Gelderland      Nederland: Provincies · Gemeenten